# Mademoiselle Berthe et son amant
Mademoiselle Berthe et son amant est une nouvelle de Georges Simenon, publiée en 1938. Elle fait partie de la série des Maigret.

## Historique
La nouvelle est écrite à Neuilly en hiver 1937-1938 ou à Porquerolles en mars 1938. Elle connaît une publication en édition pré-originale dans l'hebdomadaire Police-Film, le 29 avril 1938.
La nouvelle est reprise dans le recueil Les Nouvelles Enquêtes de Maigret en 1944 chez Gallimard.

## Présentation
Maigret, à la retraite dans sa petite maison de Meung-sur-Loire, reçoit une lettre d'appel au secours d'une jeune femme à Paris: intrigué, il se rend au domicile de Mlle Berthe, à Montmartre. Celle-ci lui raconte qu'elle est menacée de  mort par son amant, qui a participé à un cambriolage.

## Éditions
- Édition originale : Gallimard, 1944
- Tout Simenon, tome 25, Omnibus, 2003  (ISBN 978-2-258-06110-1)
- Folio Policier, n° 679, 2013  (ISBN 978-2-07-030451-6)
- Tout Maigret, tome 10, Omnibus,  2019  (ISBN 978-2-258-15349-3)